# Rörmyrtjärnen (Råneå socken, Norrbotten, 736450-175891)
Rörmyrtjärnen är en sjö i Bodens kommun i Norrbotten och ingår i Råneälvens huvudavrinningsområde.